# 2025年加拿大航空空中服務員罷工
2025年8月16日至8月19日，發生涉及10517名空中服務員與其工會加拿大公共僱員工會（CUPE）及加拿大航空之間的勞資糾紛，並正式升級為罷工行動。事件影響加拿大航空及旗下加拿大胭脂航空的航班，但由爵士航空及PAL航空營運的加拿大快運航空則不受影響。
加拿大就業部長帕蒂·哈伊杜早前介入，強制進行具法律效力的仲裁，加拿大工業關係委員會亦隨即下令員工復工，但工會拒絕遵從。直至8月19日，雙方宣佈已達成一份臨時協議，仍須經工會會員表決通過。加拿大航空表示，當日會陸續恢復航班服務。

## 背景
罷工的爭議焦點在於，加拿大航空的機艙服務員要求就起飛前和降落後的工作獲得額外薪酬。這些未被補償的工作在業界被稱為「地面工作」。
在北美航空業，機艙服務員通常只有在機艙門關閉後才開始計薪。據加拿大公共僱員工會指，加航現行制度是從飛機在出發機場鬆開煞車至抵達後再次煞停才計算薪酬。換言之，無論是在候機期間，還是協助乘客登機、安放行李的過程，服務員都不會獲得報酬。加拿大公共僱員工會估計，加航機艙服務員平均每月約有35小時工作屬於「無薪」。
這項問題過往並未引起爭議，原因是空中服務員薪酬較高，工作要求亦相對寬鬆。然而，當入職員工把實際工時與薪金對比後，發現真正時薪遠低於表面數字，問題便逐漸浮現。在美國，不少初級機艙服務員的實際時薪接近州最低工資；加拿大公共僱員工會更聲稱，加拿大的服務員實際收入已低於全國最低工資水平。
美國近年已有航空公司逐步讓步。2022年，美國主要航空公司達美航空率先在登機過程中支付部分薪酬，被視為企圖避免員工組織工會；2024年，美國航空與工會談判時亦作出讓步；2025年，聯合航空亦跟隨。至於加拿大方面，波特航空及Pascan航空已經會支付機艙服務員登機期間的工資。

## 談判
加拿大航空與代表空中服務員的加拿大公共僱員工會上一份為期10年的集體協議已於2025年3月到期。其後，工會舉行投票，結果有99.7%員工支持罷工。8月13日，工會向加航發出72小時罷工通知，公司隨即回以同樣期限的停工通知。由於預料罷工迫在眉睫，加航提前取消航班，至8月15日晚已取消623班，自8月16日起更全面停飛700班航班。罷工前一日，工會拒絕航空公司提出的仲裁要求，而加航同時呼籲政府介入並強制仲裁。
加航聲稱已提出一份方案，承諾在四年內為員工加薪38%，首年加幅達25%。惟加拿大公共僱員工會批評有關建議「低於通脹、低於市場水平、甚至低於最低工資」，並指出方案僅涵蓋部分目前無薪工作的五成工資。工會強調，雙方已談判超過八個月，過程中一直抱持誠意，對加航主動要求政府介入深表不滿。據路透社引述消息人士報道，工會爭取的目標是令薪酬與越洋航空看齊。該公司在2024年簽訂新合約後，員工已成為加拿大業界薪酬最高的一群。

## 罷工

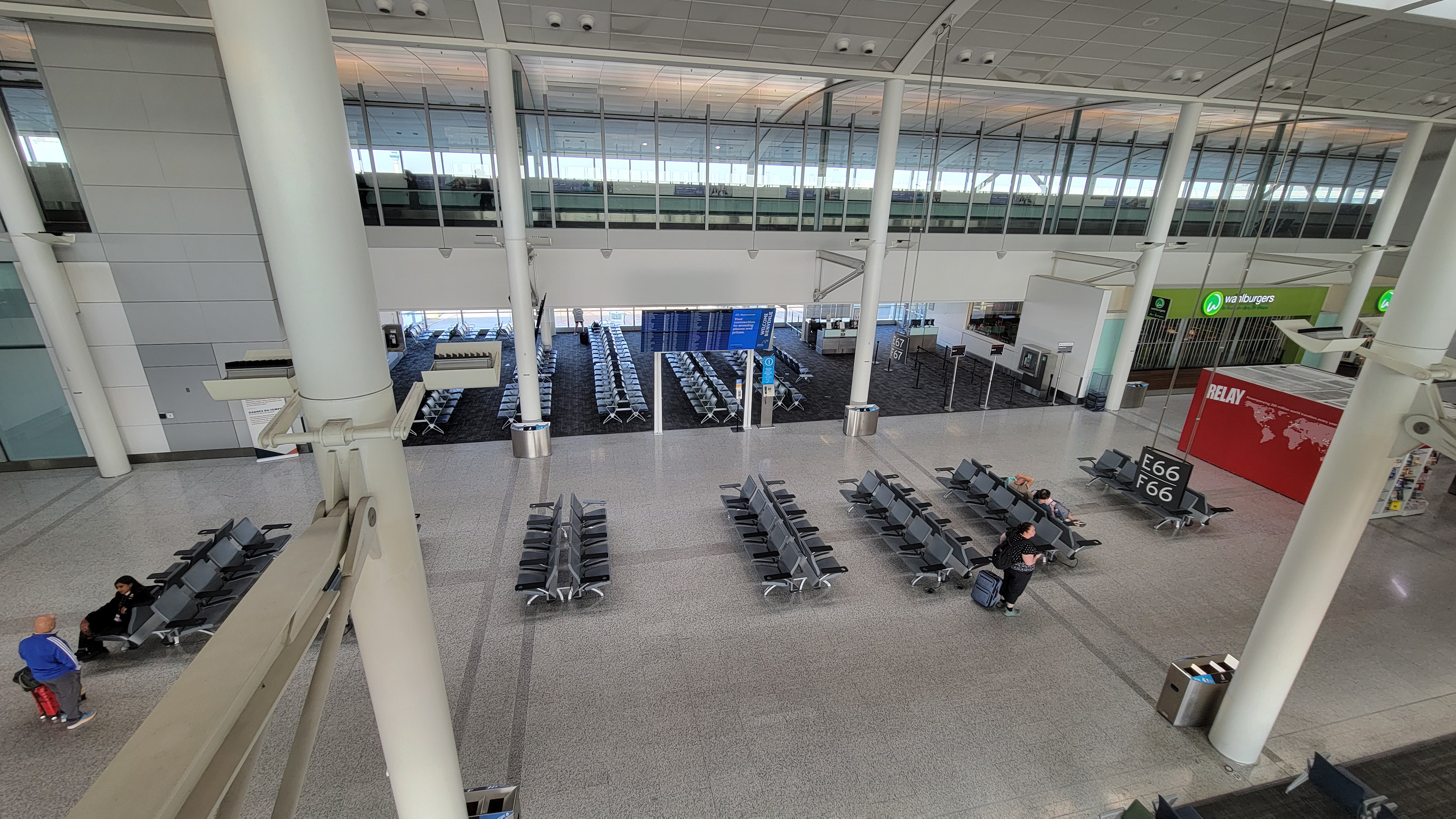
罷工期間的多倫多皮爾遜國際機場出境大堂

加拿大航空及旗下廉航加拿大胭脂航空於8月16日凌晨零時58分（北美東岸夏令時間）全面停飛，空中服務員正式展開罷工行動。相反，由爵士航空及PAL航空營運的支線品牌加拿大快運航空則維持正常運作。工會在多倫多皮爾遜國際機場設置糾察線，並呼籲全國多個主要機場響應。
這場行動每天估計影響約13萬名旅客。加航允許受影響乘客將行程延期至8月21日後而無需支付手續費，並按座位情況為部分旅客轉訂其他航空公司，包括同屬星空聯盟的美國聯合航空。公司提醒旅客，除非已確認有新訂位，否則不要前往機場，並應等待進一步通知。然而，許多急需出行的乘客因熱線電話爆滿而長時間無法接通，最終仍選擇到機場尋求協助。罷工對卡加利國際機場影響尤為嚴重。行動恰逢「Country Thunder」音樂節，令當地酒店及航班連日爆滿。有旅客在8月16日嘗試改訂時，被告知最早可於8月19日才有其他航空公司航班離開卡加利。
罷工開始數小時後，加拿大就業部長帕蒂·哈伊杜宣佈，已根據《加拿大勞工法典》第107條授權加拿大工業關係委員會強制仲裁，並要求結束罷工。她解釋，委員會需要24至48小時才能發出復工令，而加航則表示需時5至10日才可全面恢復。消息一出，糾察線上的空中服務員群情洶湧。加拿大公共僱員工會加航分部主席衛斯理‧賴索斯基批評：「自由黨正踐踏我們《憲章》賦予的勞動權，讓加航如願以償，繼續逼使薪酬過低的機艙服務員付出大把無薪工時。」工業關係委員會隨後命令員工於8月17日午後復工，加航亦隨即表示會逐步恢復航班。惟工會斷言復工令違憲，誓言堅持罷工，令更多航班被迫取消。8月18日，委員會進一步裁定持續罷工屬非法，下令中午前必須復工。加拿大公共僱員工會全國主席馬克·漢考克拒絕服從，強硬回應：「如果這意味著我要坐牢，就坐牢吧；如果這意味著工會要被罰款，那也無所謂。」
至8月19日，工會宣佈經政府委派調解員連續九小時通宵磋商，已與加航達成一份臨時協議，聲稱將為行業帶來「翻天覆地的改變」，並正式結束罷工。加航同日晚間開始逐步復飛。BBC估計，至罷工結束時，已有超過50萬名旅客受影響。部分航班延誤則在當日仍持續。

## 外部鏈接
维基共享资源上的相關多媒體資源：2025年加拿大航空空中服務員罷工